# Pen y Fan
Pen y Fan je nejvyšší hora jižního Walesu a také nejvyšší hora britských ostrovů jižně od Snowdonie. Leží na území národního parku Brecon Beacons, necelých 50 km severo-severozápadně od Cardiffu. S výškou 886 m n. m. a prominencí 668 metrů patří mezi tzv. Marilyns (hory na Britských ostrovech s prominencí nad 150 m) a Hewitts (hory na Britských ostrovech mimo Skotsko s výškou nad 2000 stop = 762 m a prominencí nad 30 m).

## Přístup
Nejjednodušší cesta vede z jihozápadu od silnice A470, vedoucí z Cardiffu do Breconu, u které je nedaleko outdoorového střediska Storey Arms parkoviště. Od něj vede cesta Beacons Way kolem předvrcholu Duwynt (824 m) na vrchol Corn Du (873 m), z kterého je to na Pen y Fan asi 600 metrů. Celková vzdálenost jsou 2 míle (3,2 km) s převýšením téměř 500 metrů. Hřebenová cesta pokračuje dále na východ na Cribyn (795 m), Fan y Big (719 m) a další hory.
Za jasného dne je z vrcholu velmi dobrý výhled na většinu jižního a středního Walesu, včetně například Bristolského zálivu.

## Pomníček Tommyho Jonese
Na severozápadním hřebeni hory Corn Du, asi 800 metrů od vrcholu, stojí obelisk, připomínající pětiletého chlapce Tommyho Jonese, který zde zemřel v srpnu 1900 na vyčerpání a podchlazení. Zůstává záhadou, jak se tak malý chlapec dokázal dostat tak vysoko.
Nápis na žulovém obelisku říká: "Tento obelisk označuje místo, kde bylo nalezeno tělo pětiletého Tommyho Jonese. Ztratil cestu mezi Cwm Llwch Farm a Login v noci 4. srpna 1900. Po obavami naplněném 29 dnů trvajícím hledání byly 2. září objeveny jeho pozůstatky. Postaveno z dobrovolných příspěvků. W. Powell Price, starosta města Brecon, 1901."
Obelisk je výrazným orientačním bodem, zvlášť za mlhavého počasí.

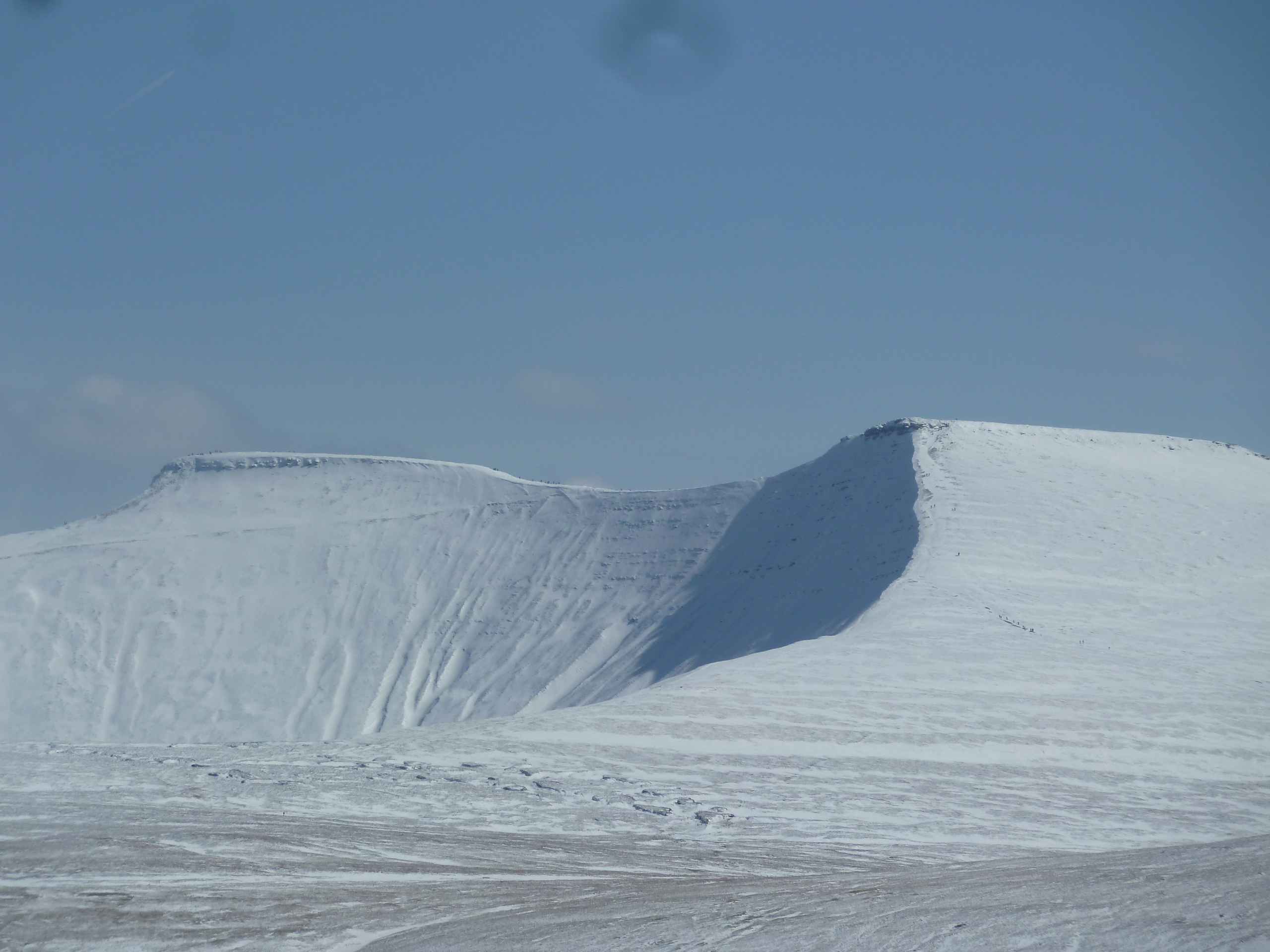
Pen y Fan (vlevo) a Corn Du v zimě

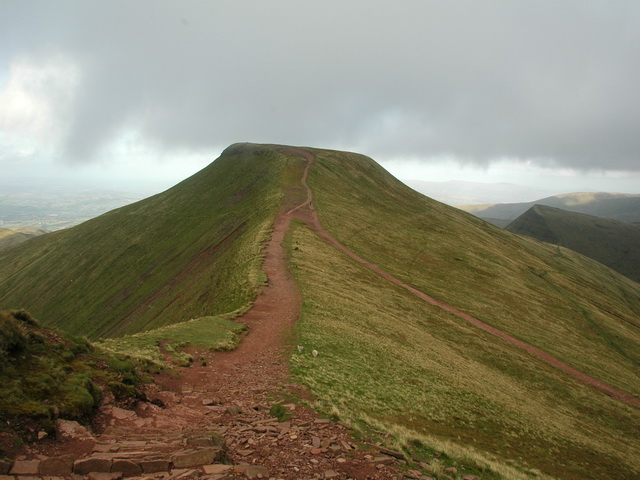
Pen y Fan z cesty od vrcholu Corn Du

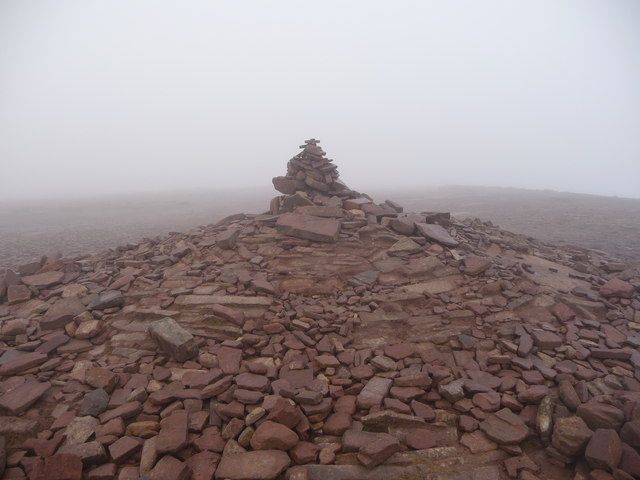
Vrcholová mohyla na Pen y Fanu

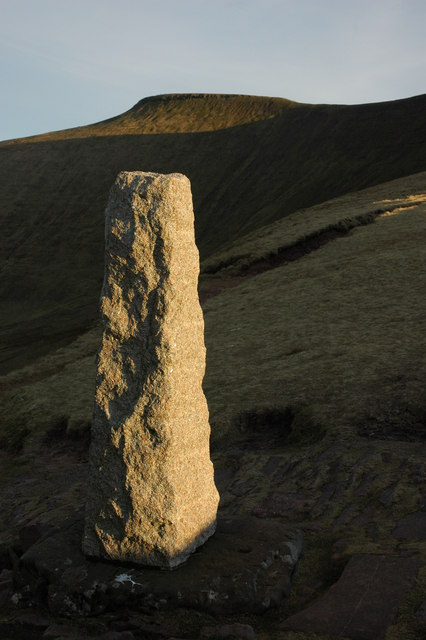
Obelisk a Pen y Fan